# Burgundský králík
Burgundský králík (francouzsky Lapin Fauve de Bourgogne) je středně velké plemeno králíka původem z Francie z oblasti Champagne z kraje burgundského. Francouzi toto plemeno vyšlechtili, nazývají Fauve de Bourgogne, což v překladu znamená plavý z Burgundska. Originál Burgundského králíka ve Francii je tmavší, neboť tam nebylo uznáno plemeno Novozélandského červeného. Ve francouzském standardu je za ideální barvu krycího chlupu označena barva fauve roux, což je plavě rusý anebo světle rezavý. V Itálii se plemeno nazývá Fulva di Borgogna, tedy rusý z Burgundska. Švýcaři znají toto plemeno jako světle zbarvené. Označení barvy je fahlrot, tedy plavě červený.
V Nizozemí znají toto plemeno jako Bele van Bourgondie. Zde upřednostňují žluté zbarvení a bílé, lépe světle krémové břicho. Německý standard je nejvíce podobný našemu současnému. Břicho Němci uznávají jako krémové, bílé je nepřípustné, předností jsou krémové divoké znaky. Ve vzorníku se objevil v roce 1914. Uznané bylo v roce 1919, do Československa bylo za účelem faremního chovu dovezeno v roce 1970 z Dánska. Od chovatele Museteliho z Francie byli dovezeni králíci a byli použiti v chovech Juřiny a Koury. V roce 1980 byl proveden další import z Německa od Gabriela. Ing. Blokeš uskutečnil dovoz ze Švýcarska od Spiesse. Je ceněno jako masné plemeno. Králíci mají robustní stavbu se širokými a plnými zadními partiemi. Má mít hruškovitý tvar těla. Váha dle platného standardu je od 4,00 - 5,00 kg. Často mají váhu daleko vyšší. Základní barva je žlutočervená, spodní část pysku a břicha je bílá nebo krémová. Spodina pírka je bílá nebo krémová. V ČR se upřednostňuje krémové zbarvení.